# Grote Kerk (Allingawier)
De Grote Kerk is een kerkgebouw in Allingawier, in de Friese gemeente Súdwest-Fryslân. Het kerkgebouw is eigendom van de Stichting Alde Fryske Tsjerken.

## Beschrijving
De kerk ligt op een terp. Het hervormde kerkgebouw uit 1635 is een rijksmonument. De eerste steen werd gelegd op 3 juli 1634, door Jelle Tjercks Broersma. De kerkklok is afkomstig uit 1599. De laatste reguliere kerkdienst was in 1984.
De kerk maakte deel uit van museum Aldfaers Erf. Na de opheffing van het museumdorp is de kerk per februari 2024 weer in beheer bij de Plaatselijke Commissie van Allingawier.

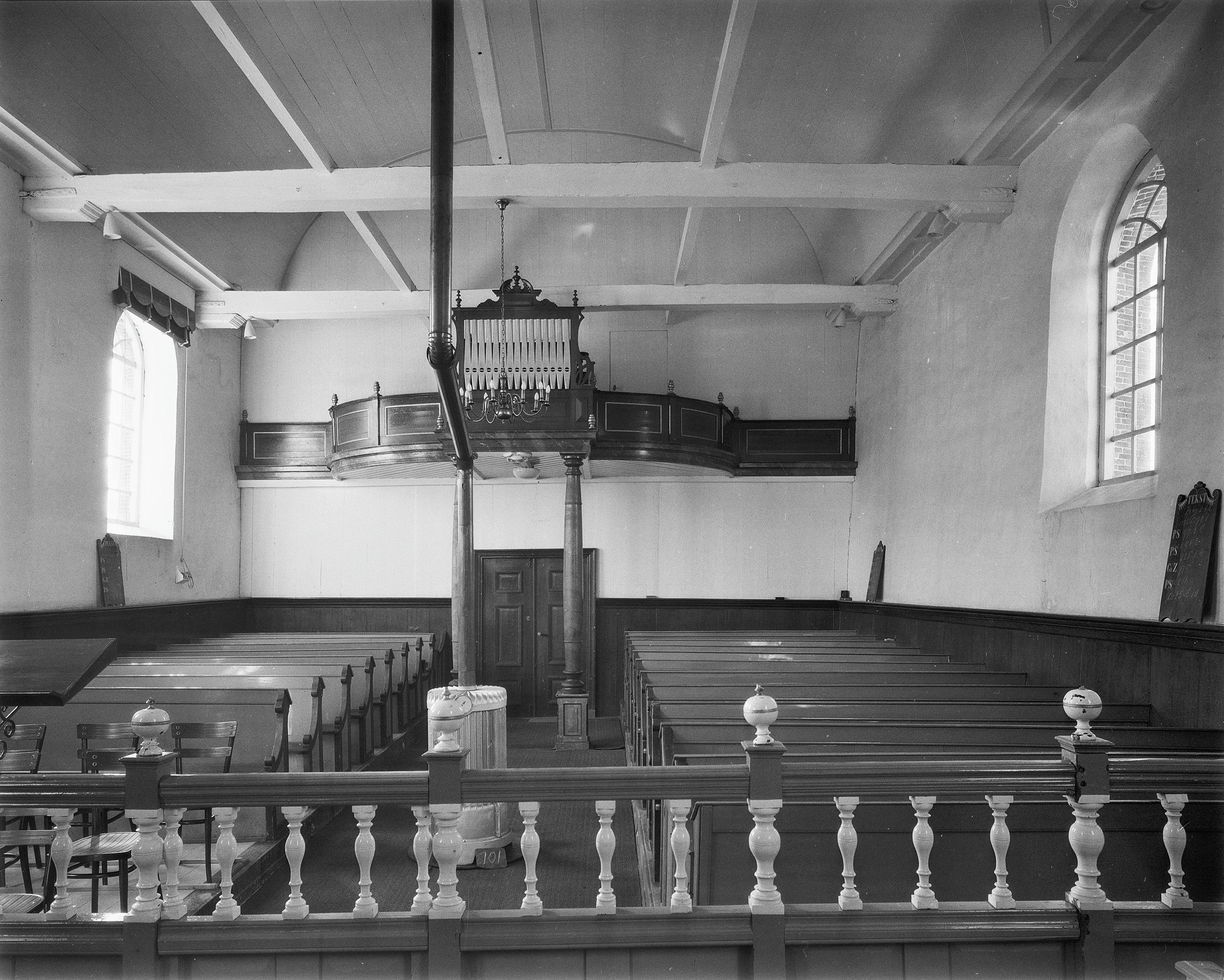
Interieur in 1959
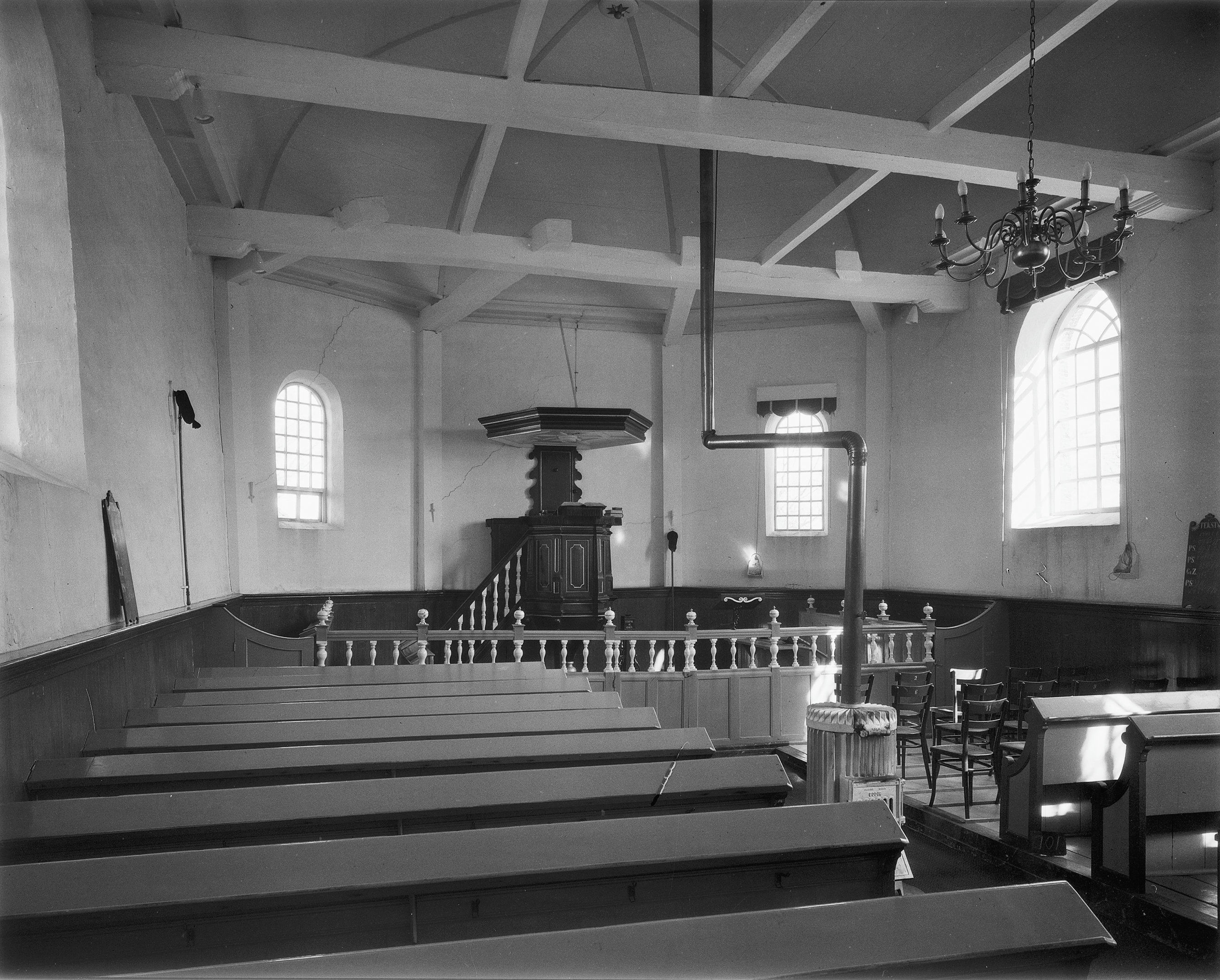
Interieur met preekstoel